# Liste der Eisschnelllaufweltbestleistungen im Stundenlauf Frauen
Diese Liste enthält alle von der Internationalen Eislaufunion nicht offiziell als Eisschnelllauf-Weltrekord anerkannten Läufe der Frauen in 60 Minuten (Weltbestleistung). Der „Stundenlauf“ ist ein Wettkampf von Einzelstartern auf einer Eisschnelllaufbahn. Unterstützung von anderen Sportlern, wie es beim Eis-Marathon oder dem Massenstart der Fall ist, ist nicht zugelassen.
Weltbestleistungen der Frauen im Stundenlauf
| Nr.                                                                | Sportlerin                    | Zeit     | Datum             | Ort               | Besonderheiten | Bestand               |
| ------------------------------------------------------------------ | ----------------------------- | -------- | ----------------- | ----------------- | -------------- | --------------------- |
| 1                                                                  | Elisabeth Vadot               | 28749,00 | ?                 | Anneau de vitesse | H I, Bf, Ek    | ?                     |
| 2                                                                  | Elisabeth Vadot               | 29363,40 | 23. Februar 1972  | Anneau de vitesse | H I, Bf, Ek    | 6 Jahre und 3 Tage    |
| 3                                                                  | Lenie van der Hoorn-Langelaan | 31212,59 | 26. Februar 1978  | Jaap Edenbaan     | H I, Bf, Ek    | 4 Jahre und 9 Tage    |
| 4                                                                  | Ineke Kooiman-van Homoet      | 33837,71 | 7. März 1982      | De Uithof         | H I, Bf, Ek    | 5 Jahre und 254 Tage  |
| 5                                                                  | Lilian van Tol                | 34507,30 | 16. November 1987 | Thialf            | H I, Bh, Ek    | 17 Jahre und 133 Tage |
| Einführung des Klappschlittschuhs                                  |                               |          |                   |                   |                |                       |
| amtierende Eisschnelllauf-Weltbestleistungshalterin im Stundenlauf |                               |          |                   |                   |                |                       |
| 6                                                                  | Maria Sterk                   | 36441,26 | 29. März 2005     | Thialf            | H I, Bh, Ek    | 19 Jahre und 359 Tage |

Freiluft-Weltbestleistungen der Frauen im Stundenlauf
| Nr. | Sportler                 | Zeit     | Datum        | Ort       | Besonderheiten | Bestand              |
| --- | ------------------------ | -------- | ------------ | --------- | -------------- | -------------------- |
|     | Ineke Kooiman-van Homoet | 33837,71 | 7. März 1982 | De Uithof | H I, Bf, Ek    | 43 Jahre und 16 Tage |

- Stand: 27. September 2013[1]
- In den 1990er Jahren kam der Klappschlittschuh international erstmals zum Einsatz. Das Klappsystem, welches ein schnelleres Laufen ermöglicht, läutete spätestens seit den Olympischen Winterspielen 1998 den Wechsel ein.

Die Kürzel in „Besonderheiten“ bedeuten
- H = Höhenlage der Bahn; H I = bis 500 Meter, H II = über 500 Meter, H III = über 1000 Meter
- B = Anlage der Bahn; Bf = Freiluft (offen), Bh = Hallenbahn, Bm = Mix (halboffen, überdachte Laufbahn)
- E = Eis; Ek = Künstlich (Kühlsystem), En = Natureis (ohne technisches Kühlsystem)